# Campolieto
Campolieto is een gemeente in de Italiaanse provincie Campobasso (regio Molise) en telt 1024 inwoners (31-12-2004). De oppervlakte bedraagt 24,2 km², de bevolkingsdichtheid is 42 inwoners per km².

## Demografie
Campolieto telt ongeveer 424 huishoudens. Het aantal inwoners daalde in de periode 1991-2001 met 9,0% volgens cijfers uit de tienjaarlijkse volkstellingen van ISTAT.
| Jaar | Inwoneraantal |
| ---- | ------------- |
| 1991 | 1167          |
| 2001 | 1062          |

## Geografie
Campolieto grenst aan de volgende gemeenten: Castellino del Biferno, Matrice, Monacilioni, Morrone del Sannio, Ripabottoni, San Giovanni in Galdo.